# Agricultura extensiva
La agricultura extensiva o explotación agropecuaria extensiva (opuesta a agricultura intensiva) es un sistema de producción agrícola que maximiza la capacidad para la plena productividad a corto plazo del suelo no con la utilización de productos químicos, el riego o los drenajes, sino más bien, haciendo uso de los recursos naturales presentes en el lugar.
Por lo general está localizada sobre grandes terrenos, en regiones con baja densidad de población y se caracteriza por unos rendimientos por hectárea relativamente bajos pero que en conjunto resultan aceptables (campos de trigo en Argentina, Estados Unidos, Canadá), y un mayor número de empleos por cantidad producida, con ingresos muy bajos, especialmente en los países pobres.
En Europa, la zona de agricultura extensiva corresponde a las zonas donde la agricultura conserva una mayor naturalidad, allí donde han sido identificados «sistemas agrícolas con alto valor natural» (High nature value farmland por la Comisión Europea).
Agricultura extensiva se opone a la agricultura intensiva, que se caracteriza por rendimientos por hectárea muy elevados y cuya forma extrema es la agricultura sin suelo. Por lo tanto, utiliza pocos aportes, está menos mecanizada que la agricultura intensiva en una superficie equivalente, y se caracteriza por rendimientos relativamente bajos. En realidad, el término cubre gran diversidad de prácticas y objetivos.

## Geografía

El pastoreo continuo de ovejas o vacuno es un sistema de agricultura extensiva muy extendido, con bajas entradas de recursos externos y bajas salidas de productos al exterior.

En la península Ibérica hay ganadería extensiva en la producción de los apreciados productos de cerdo ibérico de Extremadura y Andalucía. También en muchas extensiones de la meseta castellana se practica la agricultura extensiva de cereales, si bien con el paso del tiempo han tendido a intensificarse utilizando más recursos como fertilizantes y plaguicidas y otros.
Los cultivos extensivos se encuentran en latitudes medias de todos los continentes y en zonas áridas donde no se dispone de agua para regadío. Se necesita menos agua en la agricultura extensiva que en la intensiva. En algunos lugares de Australia occidental los pastos son tan pobres (por déficit de lluvia y por los suelos pobres) que sólo se puede pastar por una oveja por cada milla cuadrada. Generalmente, los cultivos que se practican en la agricultura extensiva son cereales, alfalfa, forraje. Se practica principalmente en los países en desarrollo de las zonas africanas, asiáticas y americanas. El paisaje típico es el pasto. La agricultura extensiva caracteriza a Estados Unidos, Australia, Argentina y Europa del Este.

## Características
El pasturismo nómada es un ejemplo extremo de agricultura extensiva, donde los pastores mueven a sus animales para utilizar la luz solar intermitente para comer. Esta actividad conlleva a las siguientes condiciones:
1. Menos trabajo por unidad de superficie.
2. La mecanización es más efectiva cuando se aplica sobre grandes superficies planas.
3. La mayor eficiencia en el trabajo generalmente implica costes de producción menores.
4. Se incrementa el bienestar animal al tener más espacio y no permanecer confinados en jaulas.
5. Menor requerimiento de insumos como los fertilizantes.
6. Si los animales pastan en lugares naturales no habrá problemas de infestación de plantas exóticas.

Puede haber los siguientes problemas:
1. Rendimientos bajos a corto plazo.
2. Gran requerimiento de superficies, que limitan la vida silvestre

Antes se pensaba que la agricultura extensiva producía más emisiones de metano y óxido nitroso por litros de leche que la agricultura intensiva. 
Un estudio estimó que la "huella" de carbono por mil millones de litros de leche producida en 2007 era del 37% de la producción equivalente de leche en 1944. Sin embargo, un estudio más reciente del Centre de coopération internationale en recherche agronomique pour le développement (CIRAD) encontró que los sistemas de ganadería extensiva afectan menos al medio ambiente que los sistemas intensivos.

## Tipos de agricultura

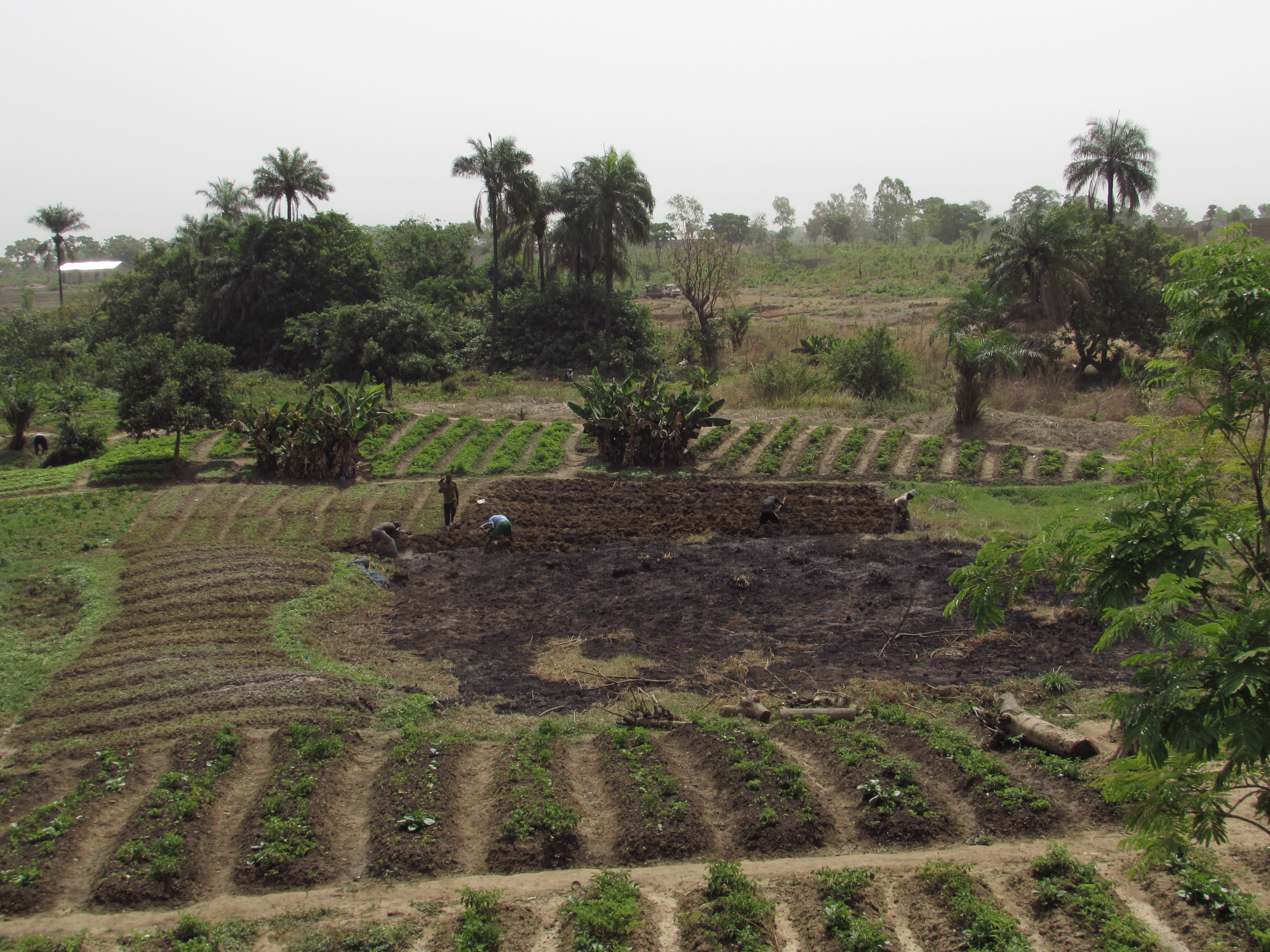
Agricultura extensiva en el norte de Benín.

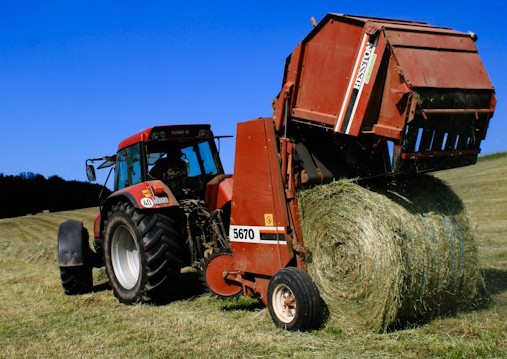
Empacadora en uso durante la henificación.

Según la forma de ordenación del territorio, se distingue entre:
- Agricultura extensiva que se basa en un uso reducido de rendimiento del suelo-mejora de materiales,(abono, protección de cultivos, semillas, etc.) y/o la reducción de la mano de obra requerida por unidad de superficie.[11] También suele relacionarse con tierras agrícolas relativamente grandes. Las grandes superficies se cultivan con poco esfuerzo, por lo que es menor la productividad del suelo que en la agricultura intensiva.

Casi todas las formas tradicionales de agricultura son sistemas extensivos. Han alimentado a la humanidad durante milenios y siguen proporcionando el sustento de más del 40% de la población mundial a principios del siglo XXI. Las formas tradicionalmente extensivas tuvieron en general una influencia positiva en la biodiversidad del medio ambiente.
Las formas típicas de agricultura extensiva son el pastoreo a larga distancia, el cultivo itinerante y la cultura recolectora. La agricultura extensiva y la nómada (incluida la estacional) suelen estar estrechamente vinculadas históricamente .
- Aunque hoy en día la agricultura intensiva ya no se limita a pequeñas extensiones de tierra (minifundistas), la gestión de la tierra se lleva a cabo con un elevado uso de materiales y/o un mayor aporte de mano de obra.[16] La productividad del suelo es relativamente alta.

En contraposición a la agricultura extensiva, se distingue, por ejemplo, entre ganadería extensiva y ganadería intensiva. El término agricultura industrial también se utiliza en este contexto. A escala mundial y regional, la delimitación varía. Ejemplos típicos que marcan la transición al uso intensivo son el regadío, el drenaje, el desbroce, la agricultura en terrazas y la fertilización mineral: Representan intervenciones significativas en las condiciones naturales. Estas formas modernas suelen tener un impacto más negativo en los ecosistemas y la biodiversidad que la agricultura extensiva. Sin embargo, las formas extensivas de uso también pueden representar graves intervenciones en el ecosistema: Así, las formas paisajísticas típicas del uso extensivo del suelo en Europa Central, como los  brezales o los pastos alpinos de los Alpes, son paisajes culturales antropogénicos. En general, hay que señalar que todas las intervenciones en el medio natural provocan cambios en los ecosistemas. Los efectos positivos deben contrastarse con los negativos para comprender el impacto en su totalidad.
Los términos agricultura extensiva y agricultura intensiva también se utilizan -con menos precisión- para distinguir la ecológica y la convencional'. En este contexto, el barbecho y el uso menos intensivo de la tierra son una característica esencial de la agricultura ecológica o medioambientalmente sostenible.

## Modalidades de agricultura extensiva

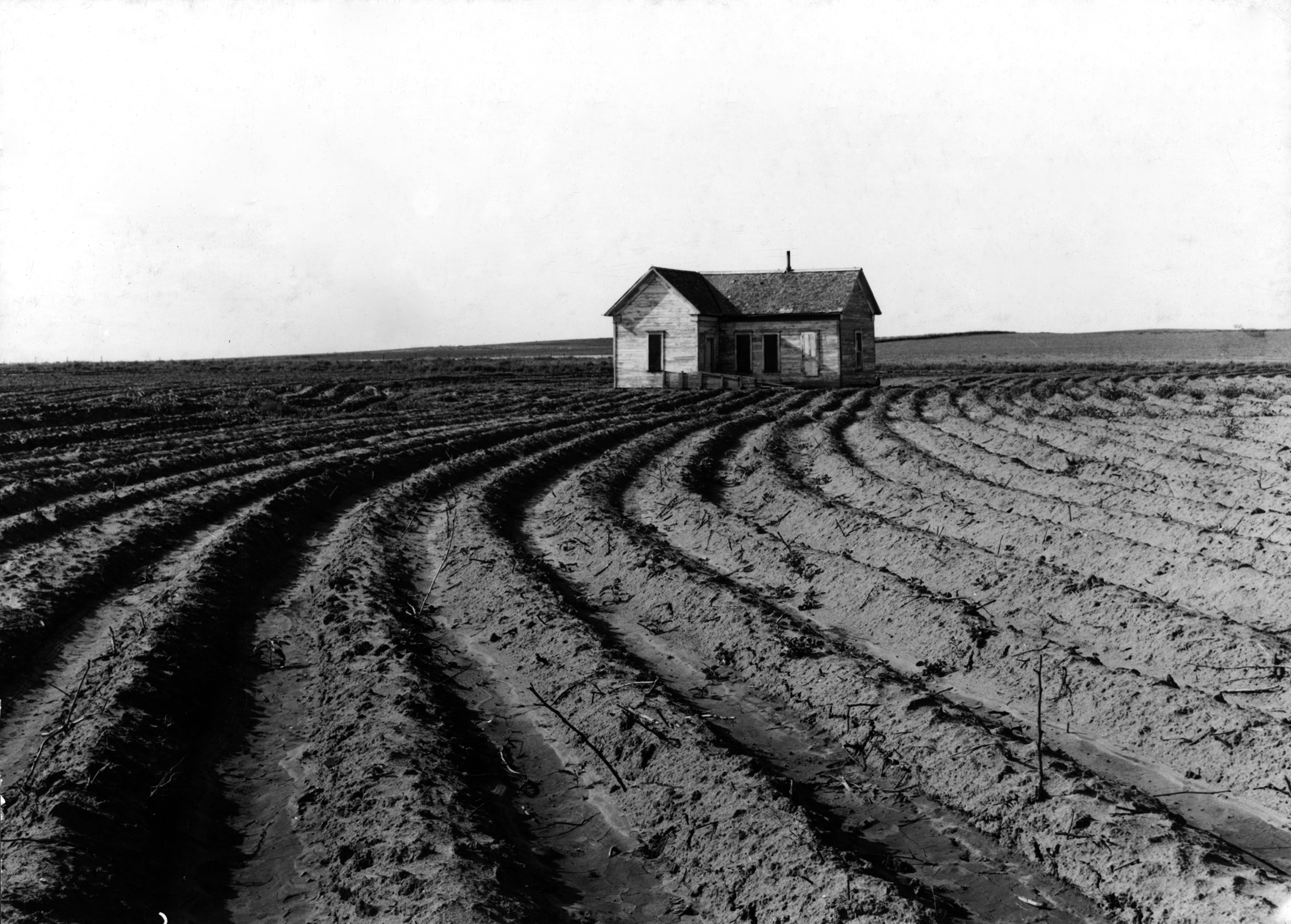
La mecanización de las zonas agrícolas (en este caso en el Condado de Childress, Estados Unidos, 1938) ha dado lugar a una concentración de propietarios de tierras y una disminución de la biodiversidad y naturalidad del paisaje.

En general, existen diversas variantes de la agricultura extensiva:
- Una forma tradicional se encuentran en los países del Tercer Mundo, que utilizan limitados recursos técnicos y una mano de obra relativamente elevada y dado el bajo nivel de maquinaria agrícola utilizada. Su tipo extremo es la agricultura itinerante, siendo común en África y Sudamérica.
- Una moderna, altamente mecanizada e industrializada específica de los países «nuevos» que disponen de grandes extensiones, especialmente en América del Norte o en Asia Central (Kazajistán) pero a menudo con una mano de obra limitada. En este caso, el carácter extensivo se refiere solo a la tierra, la productividad de la mano de obra es por el contrario más bien elevada.
- Una agricultura que procura la protección o restauración de la biodiversidad (con o sin medidas agroambientales) y busca a este particular, limitar la eutrofización del suelo y el agua.

La persistencia de estas formas de agricultura extensiva está vinculada a varios factores:
- La falta de mano de obra.
- Falta de recursos financieros (relacionados con el subdesarrollo).
- Las estructuras sociales y a las tradiciones de una región o comunidad.
- Tipo de sistemas de propiedad (latifundios o sistemas comunitarios).
- Condiciones climáticas, zonas semiáridas, o naturales (calidad del suelo) desfavorable para sistemas intensivos, los cuales no permiten.
- El deseo o la obligación de protección del medio ambiente, protección o restauración del suelo (lucha contra la erosión, lucha contra la desertificación)

Revela en algunos casos un débil control del territorio, o al contrario una gestión (tradicional o moderna) adaptada a la pobreza o vulnerabilidad del suelo. Las reformas agrarias han incidido en intensificar los sistemas agrícolas, en algunos casos con efectos adversos (degradación de los suelos, salinización, agotamiento de las aguas subterráneas, dependencia agrícola de importación de petróleo o de soja, trigo, etc.).
 Por razones de protección del medio ambiente contra la eutrofización debida a los fertilizantes y los impactos de los plaguicidas en los países tanto ricos como pobres, han aparecido incentivos para los países y estímulos a la agricultura extensiva en la década de 1990, especialmente en Europa en el contexto agroambiental de la Política Agrícola Común o en algunos sitios Natura 2000.
En Europa, la agricultura extensiva en los años 1970-1980 años ha sido comparada con la agricultura tradicional de determinadas regiones desfavorecidas en cuanto a las condiciones naturales: la agricultura de montaña, la agricultura tradicional en ciertas regiones del Mediterráneo. La Política agrícola común de la Unión Europea, que ha fomentado en sus comienzos la intensificación de la agricultura, se está orientando desde su reciente reforma, aprobada en 2003, a una neta desintensificación, como el desacoplamiento de las subvenciones a la producción.
Por ejemplo, en Francia, ciertos grupos de actores como el sindicato Confédération Paysanne defienden el desarrollo de una determinada forma de agricultura extensiva, considerada más sostenible, siempre que preserve el nivel de empleo y de renta de los campesinos. Los atlas existentes todavía mostraban disparidades regionales e intrarregionales muy fuertes en 2006 en lo que se refiere a la intensidad de las prácticas agrícolas. La agricultura extensiva sigue limitada principalmente a suelos pobres de montaña y grandes áreas de cereales que son ejemplos de cultivos extensivos modernos.

## Formas de organización
Hay varias formas de agricultores que se unen en cooperativas. En Alemania, las asociaciones tradicionales del siglo XIX se conocen con el nombre de Raiffeisen (por el reformador social y líder cooperativista Friedrich Wilhelm Raiffeisen, hoy en día  una marca o el nombre de más de 330.000 empresas en todo el mundo que se ocupan de productos relacionados con la agricultura en todos los sectores, así como de servicios financieros generales). A lo largo del siglo XX, se desarrollaron nuevos tipos de cooperación en los que los consumidores colaboran con uno o más agricultores. Por ejemplo, se ha establecido el término inglés “Community Supported Agriculture” (CSA), que está en parte influenciado por la antroposofía (ver también Agricultura sostenida por la comunidad). Bajo el término “vacaciones en la granja” se ha desarrollado una estrategia para presentar al público la profesión agraria de una manera más positiva. Otros ejemplos son las cooperativas vitivinícolas.
La agricultura vertical (granja vertical) es un tipo conceptual de agricultura principalmente en áreas urbanas. A menudo, basándose en la economía circular y la hidroponía en condiciones de invernadero, durante todo el año se pueden producir frutas, verduras, setas comestibles y algas en complejos de edificios situados en varios niveles, uno encima del otro, lo que ahorra cada vez más recursos gracias a las nuevas tecnologías, como, por ejemplo, la iluminación por leds. La agricultura vertical es un subconjunto del concepto más general de agricultura urbana.

## Aspectos culturales
Por ejemplo, en Campos roturados, novela del escritor ruso Mijaíl Shólojov. El primer volumen se publicó en 1932, el segundo en 1959. La obra está dedicada a la colectivización sobre el Don y el movimiento «Veinticinco mil».
En China, también una canción del poeta de la Dinastía Song Fan Chengda (1126–1193) en el poema "En alabanza de quemar los campos" (劳畲耕) escribe que los campesinos de las Tres Gargantas antes de la lluvia queman los campos, después de la lluvia riegan los cultivos en las cenizas de trigo y nacerán frijoles de gran calidad.